# 312 هـ
312 هـ هي سنة في التقويم الهجري امتدت مقابلةً في التقويم الميلادي بين سنتي 924 و925.

## وفيات
- الحسن الطوسي